# Pracht-Weide
Die Pracht-Weide (Salix magnifica) ist ein großer Strauch aus der Gattung der Weiden (Salix) mit dicken, kahlen und roten Zweigen und bis zu 20 Zentimeter langen Blattspreiten. Das natürliche Verbreitungsgebiet der Art liegt in China. Sie wird manchmal als Zierstrauch verwendet.

## Beschreibung
Die Pracht-Weide ist ein meist etwa 2 selten bis 6 Meter hoher, straff aufrechter und wenig verzweigter Strauch mit dicken, kahlen, anfangs purpurnen und später roten Zweigen und ebenso gefärbten, kahlen Knospen. Die Laubblätter haben keine oder sehr kleine Nebenblätter. Der Blattstiel ist 1 bis 3,5 Zentimeter lang, dick und anfangs rot gefärbt. Die dicke, ledrige Blattspreite ist 10 bis 20 Zentimeter lang, 8 bis 11 Zentimeter breit, elliptisch, eiförmig oder verkehrt-eiförmig-länglich, mit gerundetem, stumpfen, stachelspitzigem oder spitzem Ende und gerundeter oder mehr oder weniger herzförmiger, selten breit keilförmiger oder verschmälerter Basis und unregelmäßig drüsig gesägtem Blattrand. Die Blattoberseite ist bläulich grün, die Unterseite graugrün gefärbt. Es werden etwa 15 Nervenpaare gebildet, die beinahe im rechten Winkel von der häufig rötlich gefärbten Mittelrippe abgehen. Die Blattadern sind auf beiden Blattseiten erhöht, anfangs zottig behaart und bald verkahlend.
Als Blütenstände werden 10 bis 18 Zentimeter lange, zylindrische Kätzchen auf einem 7 Zentimeter langen Stiel mit zwei bis fünf Blättchen gebildet. Die Tragblätter sind kahl, 1,5 bis 3 Millimeter lang, breit verkehrt-eiförmig bis länglich, mit stumpf-gerundeter oder gestutzter Spitze und unregelmäßig gezähntem Blattrand. Die Blüten haben zwei Nektardrüsen. Männliche Blüten haben zwei etwa 5 Millimeter lange Staubblätter mit anfangs purpurnen später gelben Staubbeuteln. Der Fruchtknoten weiblicher Blüten ist etwa 5 Millimeter lang, eiförmig-zylindrisch und etwa 2 Millimeter lang gestielt. Der Griffel ist 1 Millimeter lang mit zweilappiger Spitze, die Narbe ist zweispaltig. Die Kapselfrüchte sind 5 bis 7 Millimeter lang, fast sitzend oder bis 4 Millimeter lang gestielt. Die Pracht-Weide blüht mit dem Blattaustrieb von Mai bis Juni, die Früchte reifen von Juni bis Juli.

## Vorkommen und Standortansprüche
Das natürliche Verbreitungsgebiet liegt in China im Norden und Westen von Sichuan. Die Pracht-Weide wächst in kühlfeuchten Wäldern oder in der Nähe von Gewässern in 2100 bis 3000 Metern Höhe auf mäßig trockenen bis frischen, schwach sauren bis alkalischen, mäßig nährstoffreichen Böden an sonnigen Standorten. Die Art ist wärmeliebend und mäßig frosthart. Das Verbreitungsgebiet wird der Winterhärtezone 7a zugeordnet mit mittleren jährlichen Minimaltemperaturen von −17,7 bis −15,0 °C (0 bis 5 °F).
In der Roten Liste der IUCN wird Salix magnifica als gefährdet („Critically Endangered“) geführt. Es wird jedoch darauf hingewiesen, dass eine neuerliche Überprüfung der Gefährdung nötig ist. Ursache für den Rückgang ist die Zerstörung des Lebensraums der Art. Die Bestände im Wolong-Naturreservat sind jedoch ungestört. Die Angaben beziehen sich dabei nur auf die Varietät Salix magnifica var. magnifica.

## Systematik
Die Pracht-Weide (Salix magnifica) ist eine Art aus der Gattung der Weiden (Salix) in der Familie der Weidengewächse (Salicaceae). Sie wurde 1906 von William Botting Hemsley erstmals wissenschaftlich beschrieben. Der Gattungsname Salix stammt aus dem Lateinischen und wurde schon von den Römern für verschiedene Weidenarten verwendet. Das Artepitheton magnifica stammt ebenfalls aus dem Lateinischen, bedeutet „prächtig“ oder „großartig“.
Es werden drei Varietäten unterschieden:
- Salix magnifica var. apatela (C. K. Schneider) K. S. Hao mit verkehrt-eiförmig-länglichen Blattspreiten mit sich verengender Basis, spitzer oder stumpfer Spitze. Die Tragblätter der Kätzchen sind eiförmig mit gestutzter Spitze. Männliche Blüten haben nur eine Drüse. Das Verbreitungsgebiet liegt in Wäldern auf Berghängen in 2600 bis 3000 Metern Höhe im Norden von Sichuan. Das Taxon wurde 1916 von Camillo Karl Schneider als eigene Art Salix apatela C. K. Schneid. beschrieben und 1936 von Hao Jingsheng als Varietät der Art Salix magnifica zugeordnet.[9]
- Salix magnifica var. magnifica mit elliptischer oder eiförmiger Blattspreite mit gerundeter oder mehr oder weniger herzförmiger Basis und gerundeter, stumpfer oder stachelspitziger Blattspitze. Der Fruchtknoten ist zweilappig, die Fruchtkapseln sind etwa 5 Millimeter lang und eiförmig-elliptisch. Das Verbreitungsgebiet liegt in der Nähe von Gewässern in Höhen von 2100 bis 2800 Metern im Westen von Sichuan. Die Varietät gilt als gefährdet.[10]
- Salix magnifica var. ulotricha (C. K. Schneider) N. Chao mit an der Spitze plötzlich verengtem, weiß zottig behaarten und gestieltem Fruchtknoten. Die Fruchtkapseln sind etwa 7 Millimeter lang, eiförmig und fast kahl. Das Verbreitungsgebiet liegt in der Nähe von Gewässern in 2100 bis 2800 Metern Höhe im Westen von Sichuan. Das Taxon wurde 1916 von Camillo Karl Schneider als eigene Art Salix ulotricha  C. K. Schneid. beschrieben und 1984 von Neng Chao als Varietät der Art Salix magnifica zugeordnet.[11]

## Verwendung
Die Varietät magnifica wird manchmal wegen ihrer dekorativen Blüten als Zierstrauch verwendet.

## Nachweise